# Torsten Egerö
Eric Torsten Egerö, född 7 december 1931 i Stockholm, är en svensk arkitekt. Han är bror till Bertil Egerö och Ingrid Eckerman.
Egerö, som är son till civilingenjör Eric Egerö och gymnastikdirektör Rut Östby, avlade studentexamen vid Viggbyholmsskolan 1952 och utexaminerades från Kungliga Tekniska högskolan 1959. Han var anställd hos arkitekt Bengt Hidemark i Stockholm 1957–1960 och därefter på arkitektbyrån Ericsson & Kolte AB. Han var senare stadsbyggnadssekreterare på stadsbyggnadskontoret i Stockholms kommun. Han företog studieresor till Frankrike, England och Tyskland. Han skrev kompendier i byggnadsmaterial och artiklar i När var hur (1959).